# Assedio di Očakov (1788)
Il secondo assedio di Očakiv , fu uno degli eventi più rilevanti della guerra russo-turca del 1787-1792, durante il quale fu posto l'assedio ad Očakiv (in turco Özi), una delle due importanti piazzeforti ottomane poste a guardia dell'estuario del Dnepr, nell'odierna Ucraina meridionale.
Nel 1788 l'esercito russo guidato dal principe Grigorij Potëmkin e dal generale Aleksandr Suvorov assediò la città, controllata dall'esercito ottomano sotto il comando di Hasan Pascià. Nonostante Suvorov insistesse per un attacco immediato a Özi, Potëmkin circondò con le proprie forze la città, cannoneggiandola e impedendo al nemico di rifornirsi di cibo e munizioni. Pur essendo accusato dai suoi generali di codardia, Potëmkin, evitando lo scontro diretto, riuscì con successo a minimizzare le perdite. Le discussioni relative all'opportunità di un attacco perdurarono nel quartier generale russo durante tutto l'assedio.
I Turchi effettuarono una lunga serie di incursioni nel tentativo di aprirsi un varco tra le file nemiche: il 27 luglio circa 5000 giannizzeri attaccarono le posizioni occupate da un contingente cosacco costringendolo al ripiegamento. Suvorov accorse personalmente con i rinforzi e, nonostante fosse stato ferito nello scontro, ricacciò i giannizzeri all'interno di Özi.
Hassan Pascià sperava che la flotta turca, stanziata a Limans, riuscisse a raggiungerlo con rifornimenti e rinforzi ma dopo la sconfitta di quest'ultima nella battaglia contro la flotta russa dell'ammiraglio Dmitrij Senjavin ogni aiuto via mare apparve impraticabile.
Le condizioni di entrambi gli eserciti iniziarono quindi a peggiorare: le temperature si abbassarono bruscamente e vi era un forte rischio di un'epidemia. Potëmkin capì allora che non era più opportuno temporeggiare: la notte del 17 dicembre i russi attaccarono e presero il palazzo di Hassan Pascià costringendo le guardie di quest'ultimo alla resa. All'incirca 4000 Turchi furono fatti prigionieri, incluso lo stesso Hassan Pascià, ma la maggior parte della guarnigione cittadina fu massacrata durante gli scontri che si verificarono nelle strade di Özi.
La vittoria russa fu celebrata in una famosa ode di Gavrijl Deržavin. La cittadina, una volta conquistata dalle truppe zariste, venne ribattezzata Očakov.

## Fonti
- (RU) La conquista russa di Očakov, su wars175x.narod.ru.